# 幸运数
幸運數是經由類似埃拉托斯特尼篩法的演算法後留下的整數集合。埃拉托斯特尼篩法是用來產生质数的演算法，幸運數用的篩法與其類似，但是是依據整數在剩下數字數列中的位置來判斷。
幸運數是在1956年在Gardiner, Lazarus、尼古拉斯·梅特罗波利斯以及斯坦尼斯瓦夫·乌拉姆所著的論文中提到了。他們在同一篇論文中也提到了另一個篩「Josephus Flavius之篩」，原因是該篩法和约瑟夫斯问题的計數遊戲很類似。
幸運數的一些性質和質數類似，例如也有類似質數定理的漸近特性，有個版本的哥德巴赫猜想是針對幸運數的擴展。有無限多個幸運數。孪生素数和孪生幸運數出現的頻率也相當。不過，若Ln代表第n個幸運數，pn是第n個質數，則當n夠大時，Ln > pn。
因為幸運數和質數的一些類似性質，有些數學家認為用其他的篩法也可以產出有類似性質的整數數列，不過有關此一猜想，目前還沒有足夠的理論基礎。

## 篩法
由一組由1開始的數列為例：
```

示明篩選幸運數過程的動畫，其中紅色的數字為幸運數。

1, 2, 3, 4, 5, 6, 7, 8, 9,10,11,12,13,14,15,16,17,18,19,20,21,22,23,24,25,...
```

先將所有偶數刪去，只留下奇數：
```
1,    3,    5,    7,    9,   11,   13,   15,   17,   19,   21,   23,   25,...
```

然後把數列中的第{\displaystyle 2}個數字(設該數字為{\displaystyle x})的倍數对应的數刪除，即把所有第{\displaystyle nx,x\in \mathbb {Z^{+}} }个数刪除，例如上述例子中，第{\displaystyle 2}數字是{\displaystyle 3}，所以刪去所有第{\displaystyle 3n}個數：
```
1,    3,          7,    9,         13,   15,         19,   21,         25,...
```

新數列的第{\displaystyle 3}項(每次都加上{\displaystyle 1})為{\displaystyle 7}，因此將新數列的第{\displaystyle 7n}個數刪除：
```
1,    3,          7,    9,         13,   15,               21,         25,...
```

若一直重複上述的步驟，最後剩下的數就是幸運數 A000959:
1、3、7、9、13、15、21、25、31、33、37、43、49、51、63、67、69、73、75、79、87、93、99......

## 幸运素数
幸运素数是既是素数又是幸运数的数。
最小的几个幸运素数为 A031157：
3, 7, 13, 31, 37, 43, 67, 73, 79, 127……
目前猜想有無窮個幸运素数。